# مشع

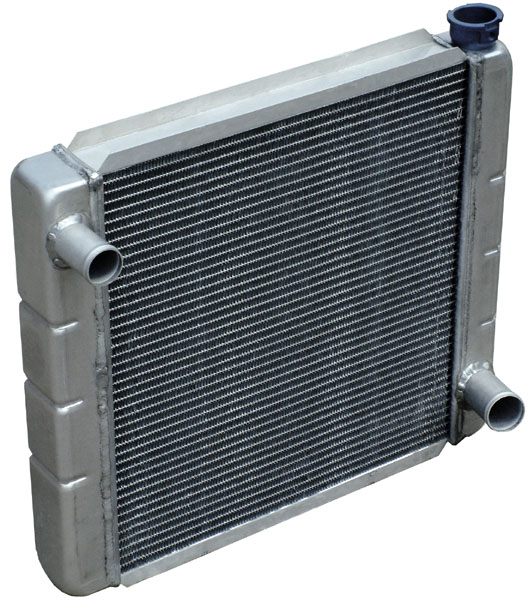
مشع تبريد ماء-هواء.

المُشِعّ أو المِشَعَّة أو المِشْعاع (الجمع: مَشَاعِيْع) أو (بالإنجليزية: Radiator)‏ ويلفظ بالعامية (الرديتر أو الرادياتور) هو مبادل حراري يستخدم لنقل الطاقة الحرارية من وسط إلى آخر بهدف التبريد أو التسخين. معظم المشععات صممت لتعمل في السيارات والمباني والكهربائيات لتدفئتها أو لتصريف الحرارة الزائدة منها. ومع أن اسمها يشير إلى أنها تصدر الطاقة الحرارية بالإشعاع، إلا أن معظم طاقتها الحرارية تصدرها بالحمل الحراري وليس بالإشعاع الحراري.
اخترع فرانز سان غالي المشعاع، وهو رجل أعمال روسي ولد في بروسيا وعاش في سانت بطرسبورغ بين 1855 و1857.
يمكن للمشعاع أن يدل على:
- مشعاع يستخدم وسيلة للتدفئة في المباني.
- مشعاع لتبريد المحركات.

## المشعاع والمُسخن بالحَمل الحراري
قد يتوقع البعض أن اسم «مشعاع» يطلق على الأجهزة الناقلة للحرارة بالإشعاع الحراري، في حين أن الجهاز الذي يعتمد في المقام الأول على التسخين بالحَمل الطبيعي أو القسري يسمى «مسخن بالحمل» (Convector). ويطلق اسم «مشعاع» عمليًا على عدد من الأجهزة التي يدور فيها مائع عبر أنابيب مكشوفة (تكون مزودة غالبًا بزعانف (شفرات) أو أي وسيلة أخرى لزيادة المساحة السطحية). ويشير المسخن بالحمل الحراري إلى صنف من الأجهزة التي يكون فيها المصدر الحراري غير مكشوف مباشرة.

## التدفئة

مشعاع من نظام تدفئة مركزي

تستخدم المشععات عمومًا لتدفئة المباني. ففي نظام التدفئة المركزي، يولد الماء الساخن أو البخار أحيانًا في المرجل المركزي، ويدوّر باستخدام مضخة عبر المشععات في المبنى. ويوجد نوعان: أحادي الأنبوب، وثنائي الأنابيب. المشععات أحادية الأنبوب تعمل بالبخار، في حين أن المشععات ثنائية الأنابيب تعمل بالبخار أو الماء الساخن.

## تبريد المحرك

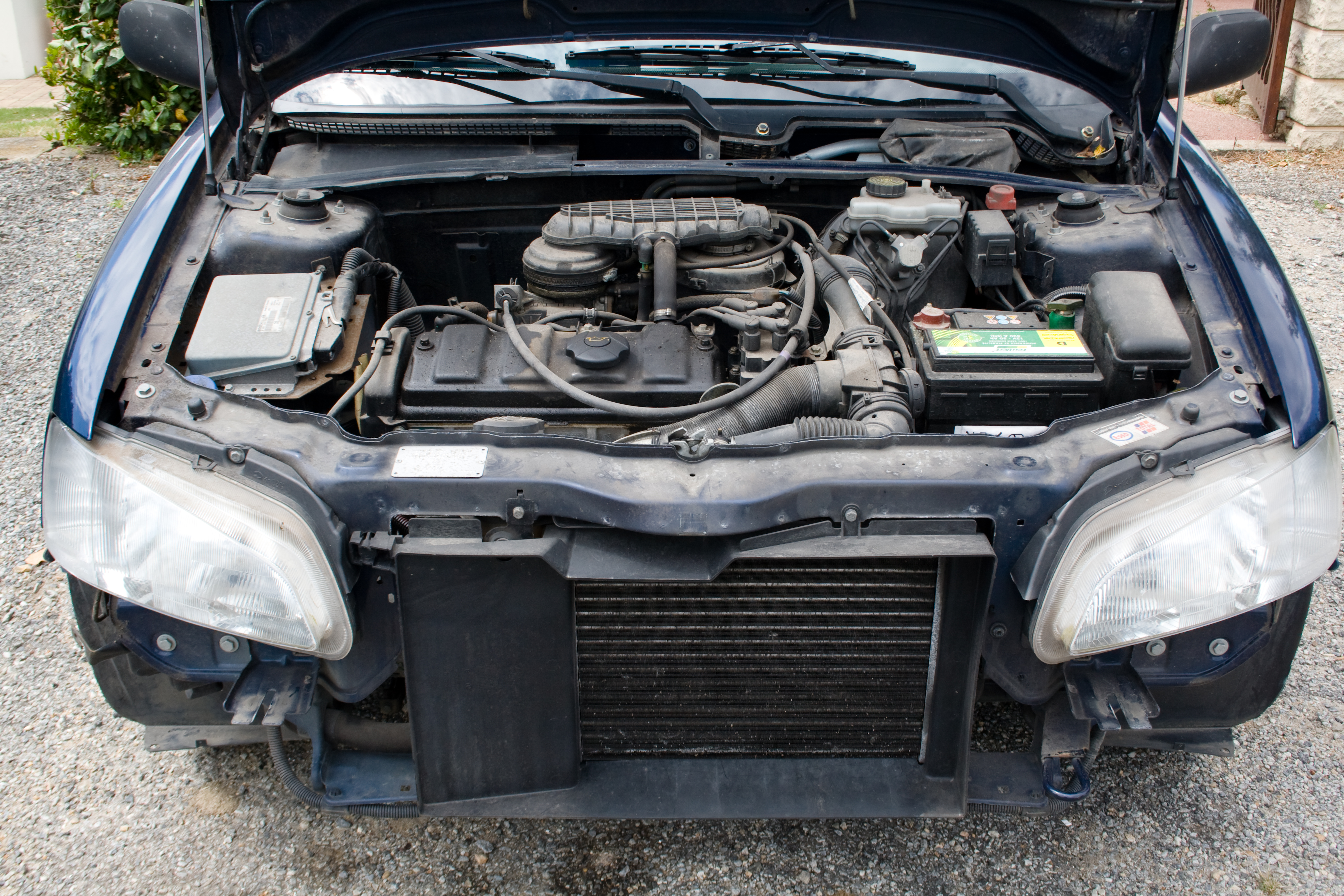
منظر عام لمحرك السيارة مع المشعاع في المقدمة.

## الإلكترونيات
أصبحت مشكلة تصريف الحرارة أكثر صعوبة مع تصغير حجم الدارات الإلكترونية. تستخدم مشتتات حرارية صغيرة جدًا لنقل الحرارة من المكونات الإلكترونية إلى تيار هواء التبريد. تنتقل الحرارة إلى الهواء بالتوصيل والحمل الحراريّين، وتنتقل نسبة صغيرة من الحرارة بالإشعاع.